# 1,2-二硫杂环戊烯
在有机硫化学中，1,2-二硫杂环戊烯是一种杂环化合物，化学式为C3H4S2。它还有另一个同分异构体，即1,3-二硫杂环戊烯。吡噻硫酮是一种含有1,2-二硫杂环戊烯的抗癌药。

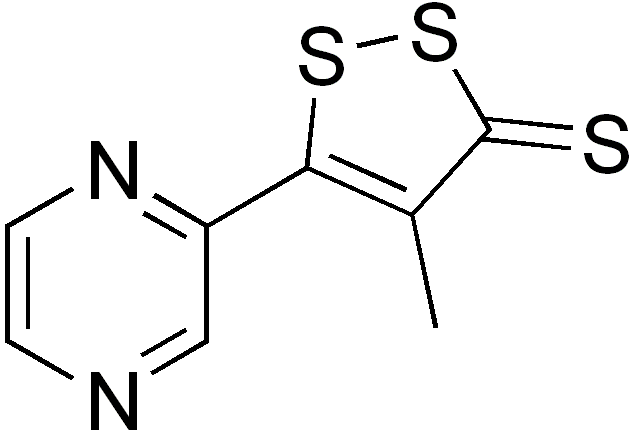
药物吡噻硫酮具有二硫杂环戊烯。